# Association des musées et centres pour le développement de la culture scientifique, technique et industrielle
 (juillet 2014).
L’Association des musées et centres pour le développement de la culture scientifique, technique et industrielle (Amcsti) est une association loi de 1901, qui consiste en un réseau de structures culturelles, ayant pour ambition de favoriser la vulgarisation.

## Un projet militant
Depuis sa création, en 1982, sous la présidence d’Hubert Curien, l’Amcsti milite en faveur de la reconnaissance et du développement de la culture scientifique, technique et industrielle (CSTI) en France.

## Structure
L’Amcsti regroupe en 2019 près de 200 membres répartis sur tout le territoire français ainsi qu’en Suisse et en Belgique, représentant une diversité de structure culturelle et scientifiques : aquariums, associations, CCSTI, centres culturels, collectivités territoriales, écomusées, membres individuels, musées et muséums, planétariums, universités et organismes de recherche,.

## Présidents
- 1982–1984 : Jacques Blanc
- 1984–1986 : Patrick Landre
- 1986–1989 : Pierre Thorel
- 1989–1992 : Dominique Ferriot
- 1992–1996 : Bernard Pellequer
- 1996–2000 : Philippe Guillet
- 2000–2004 : Denis Varloot
- 2004–2008 : Bernard Alaux
- 2008–2010 : Hervé Jacquemin
- 2010–2012 : Christine Welty
- 2012–2017 : Philippe Guillet
- 2017–2021 : Guillaume Desbrosse
- 2021–2023 : Agnès Parent
- 2023–2024 : Sabine Ischia
- 2024–... : Laure Danilo

## Congrès
Dès l'année qui a suivi son Assemblée générale constitutive, organisée au CNAM en 1982, l’Amcsti organise chaque année un congrès thématique : 
| Année | Ville             | Thème | Coorganisateur (s)                                                                |
| ----- | ----------------- | --- | --------------------------------------------------------------------------------- |
| 1983  | Auxerre           | Musées et centres | Observatoire de la Nature d’Auxerre                                               |
| 1984  | Fourmies          | Économie et culture | Écomusée de Fourmies-Trélon                                                       |
| 1985  | Mulhouse          | Culture scientifique, technique et industrie et entreprise                                                                       | CCSTI de Mulhouse                                                                 |
| 1986  | Saint-Brieuc      | Problèmes posés par les créations culturelles                                                                                    | Centre d’action culturelle de Saint-Brieuc                                        |
| 1987  | Montpellier       | La CSTI | Association régionale d’Astronomie Languedoc-Roussillon                           |
| 1988  | Roanne            | La culture scientifique, technique et industrielle : Pratiques et perspectives                                                   | Écomusée de Roanne                                                                |
| 1989  | Poitiers          | Les partenaires de la culture scientifique technique et industrielle : laboratoires et entreprises                               | Espace Mendès France                                                              |
| 1990  | Strasbourg        | Musées , réseaux et éducation scientifique et technique en Europe                                                                | Université de Strasbourg et Commission des Communautés européennes                |
| 1991  | Bourges           | Culture et sciences | Muséum de Bourges                                                                 |
| 1992  | Paris             | 10 ans de culture scientifique, technique et industrielle                                                                        | Musée national des Techniques au CNAM (*)                                         |
| 1993  | Pleumeur-Bodou    | Tourisme scientifique, technique et industriel                                                                                   | Association bretonne pour la recherche et la technologie (ABRET)                  |
| 1994  | Barcelone         | Science, public, éducation ... moviment                                                                                          | Museo de la Ciencia de la Fondation «La Caixa»                                    |
| 1995  | Lyon              | Révolutions technologiques et ruptures sociales                                                                                  | Ville de Lyon                                                                     |
| 1996  | Dieppe            | Créer , chercher , partager | ESTRAN                                                                            |
| 1997  | Rennes            | Bilan de la CSTI | Espace des sciences de Rennes                                                     |
| 1998  | Toulouse          | Développement local, entreprises et culture scientifique, technique et industrielle                                              | Science Animation                                                                 |
| 1999  | Dijon             | Recherche scientifique et culture scientifique et technique                                                                      | Office de coopération et d'information muséales (OCIM)                            |
| 2000  | Périgueux         | Les centres de science et de patrimoine                                                                                          | Association départementale de développement culturel (ADDC) - Archeolud           |
| 2001  | Grenoble          | Les jeunes et la culture scientifique                                                                                            | CCSTI de Grenoble, La Casemate                                                    |
| 2002  | Mulhouse          | Culture scientifique, technique et industrielle et dynamique territoriale                                                        | la Nef des Sciences                                                               |
| 2003  | Lewarde           | Industrie et culture Musée | Centre historique minier de Lewarde                                               |
| 2004  | Apt               | Patrimoine naturel et développement durable                                                                                      | Parc naturel régional du Luberon                                                  |
| 2005  | Hendaye           | Entre éducation et culture. Les clés du partage                                                                                  | Cap Sciences/Région Aquitaine et Académie des Sciences                            |
| 2006  | Paris             | Culture scientifique et technique. Communication médias et mass medias                                                           | Cité des sciences et de l'industrie                                               |
| 2007  | Brest             | Culture scientifique et recherche                                                                                                | Océanopolis                                                                       |
| 2008  | Corte             | L’argent de la culture scientifique et technique. Financer et diffuser les actions                                               | CCSTI de Corte A Meridiana                                                        |
| 2009  | Cherbourg         | Sciences, innovation et société : quelles réponses apporter ?                                                                    | La Cité de la Mer de Cherbourg-Octeville et Relais d'sciences de Caen             |
| 2010  | Frameries         | L’Europe : un enjeu pour la culture scientifique ?                                                                               | Parc d'aventures scientifiques et de société (Pass)                               |
| 2011  | Strasbourg        | Les sciences dans la culture : un tournant ?                                                                                     | Jardin des sciences / Université de Strasbourg et Le Vaisseau                     |
| 2012  | Toulouse          | Csti et humour : quand les sciences se prêtent au rire                                                                           | Science animation / Muséum de Toulouse                                            |
| 2013  | Gardanne          | Médiation Art et sciences | École des mines de Saint-Étienne                                                  |
| 2014  | Amiens            | De la culture scientifique, technique et industrielle à la culture de l'innovation ? CSTI, entreprises, industries, écoles, etc. | Ombelliscience Picardie                                                           |
| 2015  | Chambéry          | Les nouveaux paysages de la CSTI                                                                                                 | Galerie Eurêka / La Turbine                                                       |
| 2016  | Nantes            | Science en partage 2.0 | Muséum de Nantes                                                                  |
| 2017  | Bordeaux          | Explorer les transitions | Cap Sciences                                                                      |
| 2018  | Villeneuve-d'Ascq | Science e(s)t engagement citoyen                                                                                                 | Forum départemental des sciences                                                  |
| 2019  | Caen              | [Re]connaissance | Le Dôme                                                                           |
| 2020  | En ligne          | La nouvelle donne de la CSTI | En ligne à la suite de l'annulation du congrès pour cause de pandémie de Covid-19 |
| 2021  | Lyon              | Essentiels/Essentielles | Musée des Confluences / Planétarium de Vaulx-en-Velin / Université de Lyon        |
| 2022  | Strasbourg        | Du partage des sciences à l'engagement citoyen                                                                                   | Jardin des sciences de l'Université de Strasbourg / Le Vaisseau                   |
| 2023  | Bastia            | La CSTI contemporaine : transmission et liens aux territoires                                                                    | Casa di e Scenze                                                                  |
| 2024  | Montbéliard       | Quelle est la place du « I » dans CSTI ?                                                                                         | Le Pavillon des Sciences                                                          |

(*) Madame Dominique Ferriot, Directrice du Musée national des Techniques au CNAM à cette date, première Secrétaire générale (bénévole) et cofondatrice de l’Amcsti, qu'elle présidait de 1989 à 1992, apporte des précisions sur cet événement : « Je me souviens du congrès de l’Amcsti de 1992, qui avait pour thème :  10 ans de culture scientifique et technique, qui s’est tenu du 31 mai au 2 juin 1992 au Musée national des techniques au CNAM, Paris. Après la visite du chantier de rénovation du Musée, j’ai accueilli, en ma qualité de Directrice du Musée, les participants. L’ouverture officielle a été assurée par Hubert Curien, ministre de la Recherche et de la Technologie. Au programme, il y avait : une table-ronde "CST et développement local", animée par Dominique Leglu, chef du Service Sciences de Libération, avec Hubert Curien, Bernard Latarjet, Dominique Lecourt, François Letourneux, Jean-Marc Lévy-Leblond. Un travail en Ateliers et les conclusions qui ont porté sur la CST en l’an 2002, bilan du futur Meneur de jeu : Daniel Kunth avec Jean-Claude Chesnais, Michel Crozon, Jean-Paul Deléage, Christine Petit. La soirée du dixième anniversaire s’est tenue au Palais de la Découverte. »